# Novemdiales
De novemdiales (Latijn, ook wel novendiales en novendiali (Italiaans)) is afkomstig van novem (negen) en dies (dagen), zijn de negen dagen van officiële rouw, na het overlijden van een paus.
Tussen het overlijden van de paus en het begin van het conclaaf moet een periode van negen aaneengesloten dagen aangewezen worden. Tijdens deze periode van officiële rouw wordt iedere dag onder leiding van de kardinaal-protopriester een mis opgedragen in de Sint-Pieterskerk in Rome, voor de zielenrust en nagedachtenis van de overleden paus. Bij droog weer worden deze missen gehouden op het Sint-Pietersplein voor de basiliek. De novemdiales begint op de dag van de uitvaart van de Paus. De uitvaartdienst van de Paus is gewoonlijk de eerste mis van de novemdiales.